# Església de Sant Bartomeu d'Atzeneta del Maestrat
L'església de Sant Bartomeu d'Atzeneta del Maestrat, d'estil barroc, és un temple catòlic situat al centre de la població i seu d'una parròquia del bisbat de Sogorb-Castelló. Ha estat qualificada com a Bé de Rellevància Local amb la categoria de Monument d'Interès Local.

## Història
La parròquia es constitueix immediatament després de la conquesta cristiana, així en 1279 ja apareix mencionada. En 1315 torna a ésser mencionada quan el bisbe de Tortosa Francesc Paholac fa una Visita Pastoral, però de l'edifici no es fa cap menció. A finals del segle xiv, un testament ens dona notícies d'alguns retaules de l'església, però poc més.
A principis del segle xvii ja apareixen referències a la voluntat del poble de construir una nova església per trobar-se l'edifici en un estat lamentable, però les obres s'alenteixen per les penúries econòmiques i socials que pateixen els atzenetins durant gran part del segle: sequeres, guerres i epidèmies. En els anys 30 del segle s'inicien les obres, però no serà fins a 1674 quan les obres cobren impuls, i aquestes continuaran fins al final del segle, estant en 1701 ja acabades. Els mestres d'obres encarregats de la construcció foren els Esteller, família provinent de València. El cor, construït en el presbiteri, fou traslladat en 1757 per sobre dels peus de la nau.
En 1858 l'església fou ampliada amb la unió del temple i la capella de la Comunió.
Fins al segle xix l'altar major havia estat dedicat a la Mare de Déu dels Àngels i a Sant Bartomeu, i després, sols a Sant Bartomeu, menys els anys 1685 i 1686, en què es canvia l'advocació de l'altar major a Santa Anna.

## Arquitectura

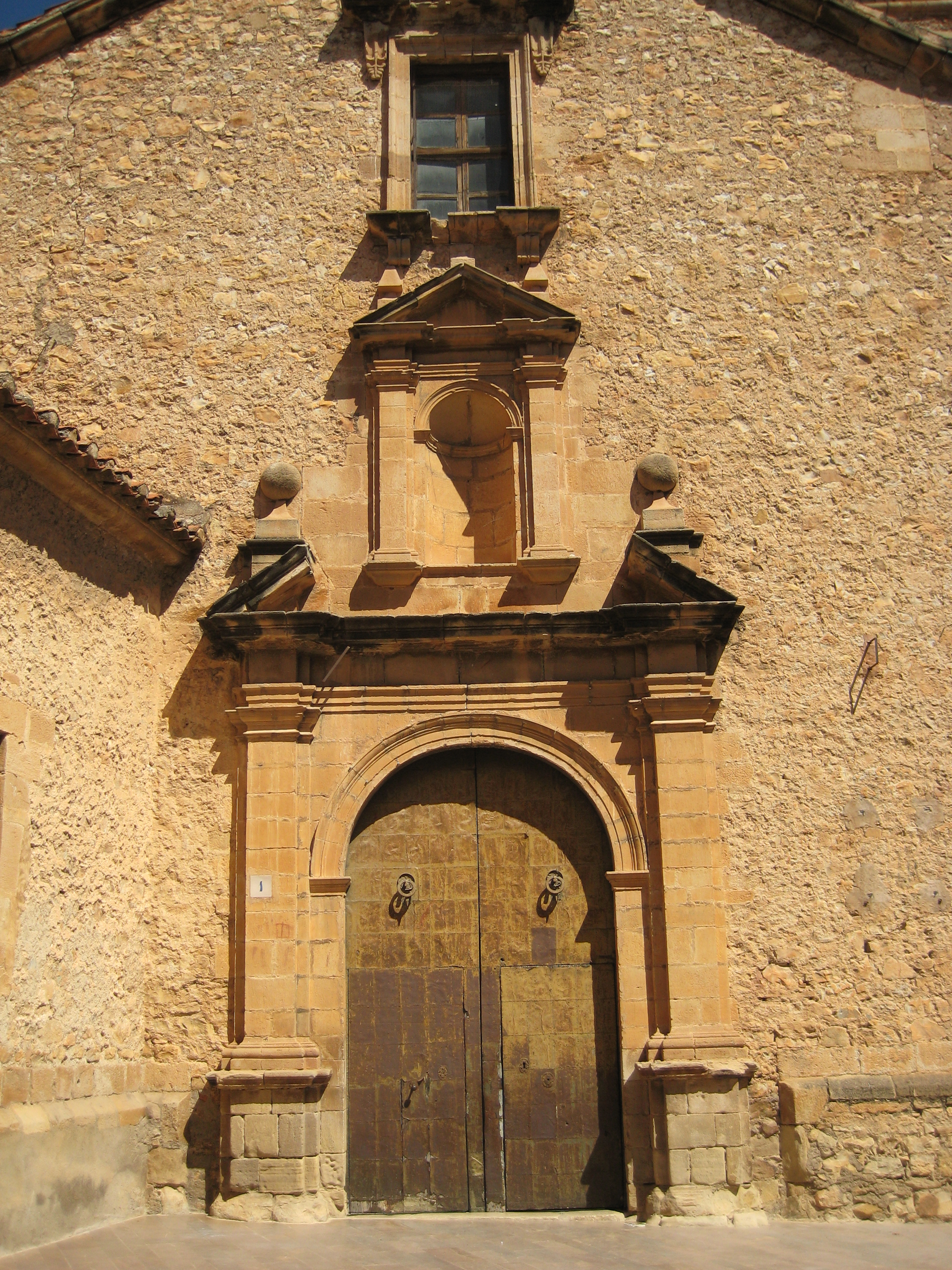
Portada principal

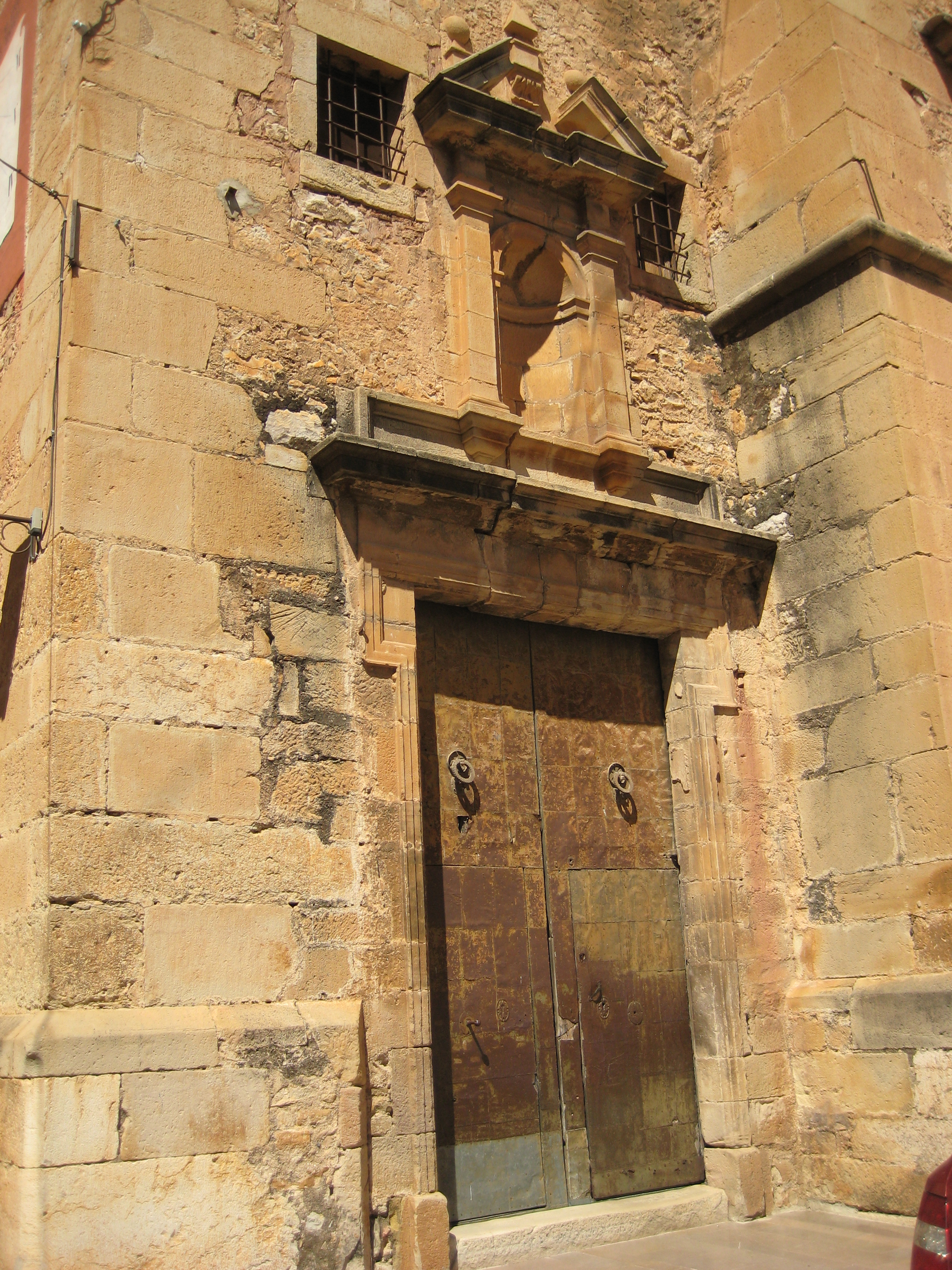
Portada lateral

### Estructura
El temple és de nau única amb capelles tipus fornícula entre els contraforts, coberta per volta de canó amb llunetes, amb presbiteri pla rematat per un arc atrompetat on se situa el retaule major, i cor alt als peus. La capella de la Comunió, als peus del temple en el costat de l'Epístola, forma un cos a part, i es cobreix amb una cúpula.

### Façanes

#### Portada principal
La portada principal, situada als peus de l'església, presenta una obertura de mig punt amb l'arc motllurat, flanquejada per pilastres dòriques que sostenen un entaulament senzill, sobre el que descansa un frontó partit, el qual té boles en els extrems i una fornícula en el centre, aquesta flanquejada per pilastres dòriques que suporten un frontó, coronat per pinacles. Per damunt, per il·luminar la nau i per donar més verticalitat a la portada, una finestra motllurada perimetralment, amb un ampit sostingut per mènsules, formant una cornisa, i per damunt de la llinda, altra cornisa, també sostinguda per mènsules, que sosté un frontó circular.

#### Portada lateral
La portada lateral està situada al costat de l'Epístola, a prop dels peus de la nau, entre la façana principal i la torre campanar. Presenta una obertura d'arc de llinda, amb motllures en els brancals, i coberta per una cornisa. Al damunt, una fornícula emmarcada per pilastres dòriques sostingudes per mènsules, i que carreguen un entaulament rematat per un frontó partit.

### Interior
Conserva quatre retaules dels segles xvii i XVIII, obres de fusta policroma amb abundància de daurats: el Major, el de la Mare de Déu del Roser, el del Sant Crist i el de la Mare de Déu de Betlem. El retaule major és un espai atrompetat ordenat per columnes solomòniques i estipits en el cos superior. Del retaule del Sant Crist destaca l'escultura central, obra de Josep Sancho. Els altres retaules són posteriors, amb perfils sinuosos quasi rococós.

### Campanar
La torre campanar, adossada a l'església en el costat de l'Epístola, té planta quadrada, amb dos cossos massissos separats per motllures, i el cos de les campanes, amb una obertura de mig punt flanquejada per dues parelles de pilastres dòriques, en cada cara. Està rematada pels perxets, on trobem el rellotge amb esferes als quatre vents.

## Museu parroquial
Situat en la capella del Baptisme, conserva obres d'interès artístic:
- Retaule de Sant Joan Baptista, de finals del segle xv, d'estil gòtic amb aportacions renaixentistes. Prové de l'església del Castell.
- La flagelació i La Visitació de la Mare de Déu, pintures sobre taula de finals del segle xv, fragments d'un retaule.
- Ostensori del segle xvii.
- Sant Joan Baptista, llenç del segle xvii, atribuït a Jeroni Jacint Espinosa.
- Reliquiari de la Vera Creu, de finals del segle xv, de taller valencià, treballat amb argent sobredaurat.
- Calze del Venerable, del segle xvi i punxó valencià, d'argent sobredaurat.